# Municipio de Lamard
El municipio de Lamard (en inglés: Lamard Township) es un municipio ubicado en el condado de Wayne en el estado estadounidense de Illinois. En el año 2010 tenía una población de 1422 habitantes y una densidad poblacional de 15,94 personas por km².

## Geografía
Según la Oficina del Censo de los Estados Unidos, el municipio tiene una superficie total de 89.21 km², de la cual 89,18 km² corresponden a tierra firme y (0,03 %) 0,03 km² es agua.

## Demografía
Según el censo de 2010, había 1422 personas residiendo en el municipio de Lamard. La densidad de población era de 15,94 hab./km². De los 1422 habitantes, el municipio de Lamard estaba compuesto por el 98,31 % blancos, el 0,49 % eran afroamericanos, el 0,07 % eran amerindios, el 0,14 % eran asiáticos, el 0,35 % eran de otras razas y el 0,63 % eran de una mezcla de razas. Del total de la población el 1,05 % eran hispanos o latinos de cualquier raza.